# Holovousy (Jičíni járás)
Holovousy település Csehországban, a Jičíni járásban. Holovousy Dobrá Voda u Hořic, Bílsko u Hořic, Hořice, Šárovcova Lhota és Ostroměř településekkel határos. Lakosainak száma 544 fő (2024. január 1.).

## Népesség
A település lakosságának változását az alábbi diagram mutatja:
| Lakosok száma | 797  | 896  | 870  | 650  | 560  | 471  | 517  | 524  | 534  | 544  |
|               | 1869 | 1890 | 1921 | 1950 | 1980 | 2001 | 2017 | 2019 | 2022 | 2024 |